# 2018 في الكويت
أحداث 2018 في الكويت.

## المناصب
- أمير الدولة: صباح الأحمد الجابر الصباح
- ولي العهد: نواف الأحمد الجابر الصباح
- رئيس الوزراء: جابر مبارك الحمد الصباح

## وفيات
- 7 يناير - مشاري العرادة، منشد.
- 13 مارس - عبد الله الباروني، ممثل ومخرج.
- 10 يونيو - بنيان البذالي، مطرب وملحن.
- 12 أغسطس - فريحة الأحمد، أحد أعضاء الأسرة الحاكمة.
- 8 يوليو - ناصح الفضلي، ممثل.
- 11 سبتمبر - إبراهيم الشطي، أديب.
- 25 سبتمبر - إسماعيل فهد إسماعيل، روائي.